# Rowień-Folwarki
Rowień-Folwarki (niem. Rowin) – dzielnica Żor, składająca się z części miasta (dawnych wsi) Folwarki (SIMC 0945781) i Rowień (SIMC 0945864).

## Nazwa
Nazwa wywodzi się od polskiej nazwy „równy”. Niemiecki nauczyciel Heinrich Adamy w swoim dziele o nazwach miejscowych na Śląsku wydanym w 1888 roku we Wrocławiu wymienia jako najstarszą zanotowaną nazwę – Rówien podając jej znaczenie „Ebener Ort”, czyli po polsku „Równa, wyrównana miejscowość”. Niemcy zgermanizowali nazwę na Rowin w wyniku czego utraciła ona swoje pierwotne znaczenie.

## Historia
Pierwsza wzmianka o Rowniu przed 1305. Miejscowość wymieniona jest w księdze uposażeń biskupstwa wrocławskiego w szeregu wsi w pobliżu Rybnika, Żor i Wodzisławia jako: Rovona. W 1846 r. Żory liczyły 4008 mieszkańców. Według spisu ludności z 1 grudnia 1910 r. na Folwarkach mieszkało 175 osób, w tym i 70 Polaków i dwóch Niemców, a w Rowniu  808 osób, w tym 743 Polaków i ośmiu Niemców. W marcu 1945 Rowień poważnie zniszczony w wyniku Bitwy Żorskiej. Od 1954 istniała gromada Rowień.
W Rowniu urodzili się Nikodem Sobik, Józef Kojzar, Wincenty Gamoń.